# Балтрей
Балтрей (англ. Baltray; ирл. Baile Trá) — деревня в Ирландии, находится в графстве Лаут (провинция Ленстер) на северном берегу устья реки Бойн. Деревня известна полем для гольфа и группой мегалитов — «Стоячие камни Балтрей».

## Демография
Население — 121 человек (по переписи 2006 года). В 2002 году население составляло 120 человек.
Данные переписи 2006 года:
| Общие демографические показатели |               |                               |                               |      |      |
| Всё население                    | Всё население | Изменения населения 2002—2006 | Изменения населения 2002—2006 | 2006 | 2006 |
| 2002                             | 2006          | чел.                          | %                             | муж. | жен. |
| 120                              | 121           | 1                             | 0,8                           | 58   | 63   |